# Колония Барбадос
Барбадос, островное государство на юго-востоке Карибского моря, расположенное примерно в 160 км к востоку от Сент-Винсента и Гренадин. Остров имеет примерно треугольную форму, его протяженность составляет около 32 км с северо-запада на юго-восток и около 25 км с востока на запад в самом широком месте. Столица и самый большой город — Бриджтаун, который также является главным морским портом. Барбадос был населен его коренными народами — араваками и карибами — до европейской колонизации Америки в 16 веке. На Барбадос на короткое время претендовали испанцы, которые видели деревья с бородой (отсюда и название барбадос). Империя с 1532 по 1620 год. Остров был английским, а позже Британская колония с 1625 по 1966 год. С 1966 года это была конституционная монархия и парламентская демократия по образцу Вестминстерской системы с Елизаветой II, королевой Барбадоса, в качестве главы государства.

## Предыстория
Некоторые данные свидетельствуют о том, что Барбадос мог быть заселен во втором тысячелетии до нашей эры, но это ограничено фрагментами тесла из раковин, обнаруженных вместе с раковинами, которые были датированы радиоуглеродом примерно 1630 годом до нашей эры. Полностью задокументированные поселения американских индейцев относятся к периоду между 350 и 650 годами нашей эры. Прибывшие были группой, известной как саладоид- барранкоид с материковой части Южной Америки. Вторая волна поселенцев появилась примерно в 800 году (испанцы называли их «араваками»), а третья — в середине 13 века (называемые «карибы»). Эта последняя группа была политически более организованной и пришли властвовать над другими.

## Ранняя история
Португальцы были первыми европейцами, открывшими остров. Португальский мореплаватель Педро А. Кампос назвал его Ос-Барбадос (что означает «бородатые»).
Частые миссии испанской империи по ограблению рабов в начале 16 века привели к массовому сокращению населения индейцев, так что к 1541 году один испанский писатель заявил, что они необитаемы. Американские индейцы были либо захвачены в плен для использования в качестве рабов испанцами, либо бежали на другие, более легко защищаемые горные острова поблизости.
Примерно с 1600 года англичане, французы и голландцы начали основывать колонии на материковой части Северной Америки и на небольших островах Вест-Индии. Хотя испанские и португальские моряки посетили Барбадос, первое английское судно коснулось острова 14 мая 1625 года, и Англия была первой европейской страной, основавшей здесь прочное поселение с 1627 года. Обычно считается, что Англия подала свои первоначальные претензии на Барбадос в 1625, хотя по сообщениям, более раннее утверждение, возможно, были сделаны в 1620 г. Тем не менее, Барбадос утверждалось с 1625 во имя короля Джеймса I Англии. Существовали более ранние английские поселения в Америке (1607: Джеймстаун, 1609: Бермуды и 1620: Плимутская колония), и несколько островов на Подветренных островах были захвачены англичанами примерно в то же время, что и Барбадос (1623: Сент-Китс, 1628: Невис, 1632: Монтсеррат, 1632: Антигуа). Тем не менее, Барбадос быстро вырос и стал третьим по величине английским поселением в Северной и Южной Америке благодаря своему превосходному расположению на востоке.

## Раннее английское поселение
Основная статья: Британская Вест-Индия
Поселение было основано как проприетарная колония и финансировалось сэром Уильямом Куртеном, торговцем из лондонского Сити, который приобрел титул на Барбадос и несколько других островов. Итак, первые колонисты фактически были арендаторами, и большая часть прибыли от их труда возвращалась Куртену и его компании.
Первый английский корабль, прибывший 14 мая 1625 года, был под командованием Джона Пауэлла. Первое поселение началось 17 февраля 1627 года, недалеко от того, что сейчас является Холтауном (бывший Джеймстаун), группой во главе с младшим братом Джона Пауэлла, Генри, состоящей из 80 поселенцев и 10 английских рабочих. Последние были молодыми наемными рабочими, которые, согласно некоторым источникам, были похищены, фактически сделав их рабами.
Титул Куртен был передан Джеймсу Хэю, 1-му графу Карлайла, в ходе так называемого «Великого ограбления на Барбадосе». Затем Карлайл выбрал губернатором Генри Хоули, который основал Палату собрания в 1639 году, чтобы успокоить плантаторов, которые в противном случае могли бы выступить против его неоднозначного назначения.
В период 1640—1660 годов Вест-Индия привлекла более двух третей от общего числа английских эмигрантов в Америку. К 1650 году в Вест-Индии насчитывалось 44 000 поселенцев по сравнению с 12 000 на Чесапике и 23 000 в Новой Англии.. Большинство прибывших англичан имели договорные отношения. После пяти лет работы им выплачивали «пошлину за свободу» в размере около 10 фунтов стерлингов, обычно в виде товаров. (До середины 1630-х годов они также получили 5-10 акров земли, но после этого остров заполнился, и свободной земли больше не было.) Примерно во времена Кромвеля туда переправляли несколько мятежников и преступников. Тимоти Мидс из Уорикшира был одним из повстанцев, посланных на Барбадос в то время, прежде чем он получил компенсацию за рабство 1000 акров земли в Северной Каролине в 1666 году. Приходские книги 1650-х годов показывают, что среди белого населения в четыре раза больше смертей. как браки. Смертность была очень высокой.
До этого основой экономики молодой колонии был растущий экспорт табака, но цены на табак в конце концов упали в 1630-х годах по мере роста производства Чесапика.

## Гражданская война в Англии
Примерно в то же время боевые действия во время Войны Трех Королевств и Междуцарствия перекинулись в Барбадос и территориальные воды Барбадоса. Остров не участвовал в войне до казни Карла I, когда правительство острова попало под контроль роялистов (по иронии судьбы губернатор Филип Белл оставался верным парламенту, в то время как Барбадосская палата собрания под влиянием Хамфри Валронд, поддерживал Карла II). Чтобы попытаться подчинить непокорную колонию, парламент Содружества3 октября 1650 г. принял закон, запрещающий торговлю между Англией и Барбадосом, а поскольку остров также торговал с Нидерландами, были приняты дальнейшие законы о мореплавании, запрещающие торговлю с голландскими колониями любых судов, кроме английских. Эти действия были предвестниками Первой англо-голландской войны. Содружество Англии послал силы вторжения под командованием сэра Джордж Ейскью, который прибыл в октябре 1651 г. После того, как какой — то стычек, роялисты в палате собрания во главе с лордом Уиллоуби сдался. Условия капитуляции были включены в Хартию Барбадоса (Договор об Ойстинсе), который был подписан в трактире Русалок, Ойстинс, 17 января 1652 г.

## Сахарный тростник и рабство
Выращивание сахарного тростника на Барбадосе началось в 1640-х годах после его введения в 1637 году Питером Блоуером. Первоначально производился ром, но к 1642 году сахар был в центре внимания отрасли. Когда Барбадос превратился в главное торговое предприятие, он был разделен на большие плантации, которые заменили небольшие владения ранних английских поселенцев, поскольку богатые плантаторы вытесняли бедных. Некоторые из перемещенных фермеров переехали в английские колонии в Северной Америке, особенно в Южную Каролину. Для работы на плантациях черных африканцев — в основном из Западной Африки — ввозили в качестве рабов в таком количестве, что на каждого плантатора приходилось по три. После 1750 года плантации все чаще принадлежали отсутствующим землевладельцам, проживавшим в Великобритании, и управлялись наемными менеджерами. Работорговля прекратилась в 1807 году, а рабы были освобождены в 1834 году. Преследуемые католики из Ирландии также работали на плантациях. Продолжительность жизни рабов была короткой, и замену покупали ежегодно.
Появление сахарного тростника из голландской Бразилии в 1640 году полностью изменило общество и экономику. Со временем на Барбадосе была одна из крупнейших в мире сахарных производств. Одной из групп, способствовавших раннему успеху отрасли, были евреи-сефарды, которые первоначально были изгнаны с Пиренейского полуострова и в итоге оказались в голландской Бразилии. По мере того, как увеличивалось влияние нового урожая, происходил сдвиг в этническом составе Барбадоса и окружающих островов. Создание работоспособной сахарной плантации требовало больших вложений и большого количества тяжелого труда. Сначала голландские торговцы поставляли оборудование, финансирование и африканских рабов в дополнение к транспортировке большей части сахара в Европу. В 1644 году население Барбадоса оценивалось в 30 000 человек, из которых около 800 имели африканское происхождение, а остальные в основном имели английское происхождение. Эти английские мелкие землевладельцы в конечном итоге были выкуплены, и остров был заполнен большими африканскими рабовладельческими плантациями сахара. К 1660 году 27 000 черных и 26 000 белых были почти равны. К 1666 году по крайней мере 12 000 белых мелких землевладельцев были выкуплены, умерли или покинули остров. Многие из оставшихся белых становились все беднее. К 1680 г. На каждого наемного слугу приходилось 17 рабов. К 1700 году было 15 000 белых и 50 000 порабощенных черных.
Из-за более широкого применения кодексов рабов, которые подчеркивали дифференцированное отношение между африканцами, белыми рабочими и правящим классом плантаторов, остров становился все более непривлекательным для бедных белых. Коды черных или рабов были введены в 1661, 1676, 1682 и 1688 годах. В ответ на эти коды в течение этого времени были предприняты или запланированы несколько восстаний рабов, но ни одно из них не увенчалось успехом. Тем не менее, белые бедняки, которые имели или приобрели средства для эмиграции, часто делали это. Плантаторы расширили импорт африканских рабов для выращивания сахарного тростника. Одним из первых защитников прав рабов на Барбадосе была приезжающая квакерская проповедница Алиса Карвен.в 1677 году: «Ибо я убежден, что если те, кого ты называешь своими рабами, будут праведны перед Богом, то Господь Бог Всемогущий освободит их так, как ты не знаешь; ибо нет никого, кто освобожден, кроме во Христе Иисусе, ибо все остальное Свобода окажется рабством».
К 1660 году Барбадос произвел больше торговли, чем все другие английские колонии вместе взятые. Так продолжалось до тех пор, пока в 1713 году его не уступили географически более крупным островам, таким как Ямайка. Но даже в этом случае оценочная стоимость колонии Барбадос в 1730—1731 годах составляла 5 500 000 фунтов стерлингов. Бриджтаун, столица, был одним из трех крупнейших городов английской Америки (два других — Бостон, Массачусетс и Порт-Ройал, Ямайка). К 1700 году в английской Вест-Индии было произведено 25 000 тонн сахара по сравнению с 20 000 тонн сахара. Бразилия, 10 000 для французских островов и 4 000 для голландских островов. Он быстро заменил табак, который был основной статьей экспорта острова.
Когда сахарная промышленность превратилась в основное коммерческое предприятие, Барбадос был разделен на большие плантации, которые заменили небольшие хозяйства ранних английских поселенцев. В 1680 году более половины пахотных земель принадлежало 175 крупным поработителям / плантаторам, каждый из которых поработил не менее 60 человек. Великие поработители / плантаторы имели связи с английской аристократией и имели большое влияние на парламент. (В 1668 году урожай сахара в Вест-Индии был продан за 180 000 фунтов стерлингов после таможни в размере 18 000 фунтов стерлингов. Табак Chesapeake заработал 50 000 фунтов стерлингов после таможни 75 000 фунтов стерлингов). Так много земли было отведено под сахар, что большинство продуктов пришлось импортировать из Новой Англии. Более бедные белые, которые были переселены с острова, отправились на Английские Подветренные острова или особенно на Ямайку. В 1670 году провинция Южная Каролинабыла основана, когда часть избыточного населения снова покинула Барбадос. Другие страны, принимавшие большое количество барбадцев, включали Британскую Гвиану и Панаму.
Робертс (2006) показывает, что порабощенные люди не проводили большую часть времени в ограниченных ролях, выращивая, собирая и обрабатывая сахарный тростник, наиболее важную товарную культуру острова. Скорее порабощенные были вовлечены в различные виды деятельности и выполняли несколько ролей: выращивание скота, удобрение почвы, выращивание временных культур, поддержание инфраструктуры плантаций, уход и другие задачи. Одним из примечательных методов управления почвами было совмещение посевов, посев натуральных культур между рядами товарных культур, что требовало от порабощенных квалифицированных и опытных наблюдений за условиями выращивания для эффективного землепользования.
«Рабовладельцы часто считались» женатыми «только порабощенных со своими товарищами в поместье. Например, управляющий имением Ньютон … записал 20 женщин с сопроживающими супругами и 35 с товарищами в другом месте. Члены последней группы были помечены как холостые, члены расширенных отрядов или отрядов мать-дитя».

## К отмене рабства
Британцы отменили работорговлю в 1807 году, но не само учреждение. В 1816 году порабощенные люди поднялись в первом из трех восстаний в Британской Вест-Индии, произошедших в промежутке между концом работорговли и освобождением рабов, и крупнейшим восстанием рабов в истории острова. Считается, что в этом замешано около 20 000 порабощенных людей с более чем 70 плантаций. Восстание отчасти было вызвано информацией о растущем аболиционистском движении в Англии и противодействии такому со стороны местных белых. Это в значительной степени удивило плантаторов, которые считали, что их рабы довольны тем, что им позволяли еженедельно танцевать, участвовали в социальной и экономической деятельности по всему острову и обычно их кормили и заботились. Однако они отказались реформировать Барбадосский кодекс рабов с момента его создания, кодекс, который отрицал права рабов и предписывал бесчеловечные пытки, увечья или смерть в качестве средства контроля. Это способствовало тому, что позже было названо «Восстанием Буссы», названным в честь рейнджера Буссы, и результатом растущего мнения, что обращение с рабами на Барбадосе было «нетерпимым», и кто считал, что политический климат в Британии сделал это время мирно договариваться с плантаторами о свободе. Бусса стал самым известным из организаторов восстания, многие из которых были либо порабощенными людьми более высокого положения, либо грамотными вольноотпущенниками. Одна женщина, няня Григг, также названа главным организатором.
Восстание Буссы провалилось. Восстание было возбуждено преждевременно, но рабы уже сильно проиграли. Равнинная местность Барбадоса давала лошадям лучше вооруженного ополчения явное преимущество над повстанцами, поскольку у них не было гор или лесов для укрытия. Рабы также думали, что их поддержат освобожденные цветные мужчины, но вместо этого они объединили усилия, чтобы подавить восстание. Хотя они изгнали белых с плантаций, массовых убийств не произошло. В конце концов, 120 рабов погибли в бою или были немедленно казнены, а еще 144 были преданы суду и казнены. Остальные повстанцы были отправлены с острова.
В 1826 году законодательный орган Барбадоса принял Консолидированный закон о рабах, который одновременно предоставлял уступки рабам и заверял рабовладельцев.
Рабство было окончательно отменено в Британской империи восемь лет спустя, в 1834 году. На Барбадосе и в остальных британских Вест-Индских колониях полному освобождению от рабства предшествовал период спорного ученичества, который длился четыре года.
В 1884 годе Барбадос сельскохозяйственное общество направило письмо сэра Фрэнсиса Хпнкса с просьбой его личные и общественные взглядов на ли Доминион Канады будет выгодно развлекать, имеющим затем колонию Барбадоса признали в качестве члена Канадской конфедерации. У Канады был задан вопрос о том, какие условия канадская сторона должна инициировать для обсуждения, и может ли остров Барбадос зависеть от полного влияния Канады в получении согласия британского парламента в Вестминстере на изменение.

## К деколонизации
В 1952 году газета Barbados Advocate опросила нескольких видных барбадосских политиков, юристов, бизнесменов, спикера Палаты собрания Барбадоса, а затем и первого президента Сената, сэра Теодора Бранкера, королевского адвоката, и пришла к выводу, что они выступают за немедленную федерацию Барбадос вместе с остальной частью Британского Карибского бассейна с полным статусом доминиона в течение пяти лет с даты открытия Вест-Индской федерации с Канадой.
Однако владельцы плантаций и торговцы британского происхождения по-прежнему доминировали в местной политике из-за высокого уровня дохода, необходимого для голосования. Более 70 процентов населения, многие из которых являются бесправными женщинами, были исключены из демократического процесса. Только в 1930-х годах потомки освобожденных рабов начали движение за политические права. Один из лидеров этого движения, сэр Грантли Адамс, в 1938 году основал Барбадосскую прогрессивную лигу, которая позже стала известна как Барбадосская рабочая партия (BLP).
Адамс и его партия требовали больше прав для бедных и людей и стойко поддерживали монархию. Прогресс в направлении более демократического правительства на Барбадосе был достигнут в 1942 году, когда исключительный доход был понижен и женщинам было предоставлено право голоса. К 1949 году государственный контроль был вырван у плантаторов, и в 1953 году Адамс стал премьер-министром Барбадоса.
С 1958 по 1962 год, Барбадос был одним из десяти членов Федерации Вест — Индии, федералистом организация обречена на националистических взглядов и тот факт, что ее члены, как британские колонии, имеет ограниченные законодательные полномочия. Грантли Адамс был его первым и единственным «премьер-министром», но его руководство потерпело неудачу в попытках сформировать аналогичные союзы, и его продолжающаяся защита монархии использовалась его противниками как доказательство того, что он больше не был в контакте с потребностями своей страны. Эррол Уолтон Бэрроу, страстный реформатор, стал новым защитником народа. Бэрроу покинул BLP и сформировал Демократическую рабочую партию.(DLP) как либеральная альтернатива консервативному правительству Адамса. Барроу учредил множество прогрессивных социальных программ, таких как бесплатное образование для всех барбадцев и система школьного питания. К 1961 году Бэрроу сменил Адамса на посту премьер-министра, и DLP контролировала правительство.
После распада Федерации Барбадос вернулся к своему прежнему статусу — самоуправляющейся колонии. Остров договорился о своей независимости на конституционной конференции с Великобританией в июне 1966 года. После нескольких лет мирного и демократического прогресса 30 ноября 1966 года Барбадос наконец стал независимым государством, а Эррол Бэрроу стал его первым премьер-министром, хотя королева Елизавета II осталась монархом. После обретения независимости Барбадос сохранил исторические связи с Великобританией, став членом Содружества Наций. Год спустя международные связи Барбадоса были расширены за счет членства в Организации Объединенных Наций и Организации американских государств.

## Политическая история
Основные статьи: Британские Наветренные острова и Федерация Вест-Индии
Каррингтон (1982) исследует политику во время американской революции, показывая, что политические лидеры Барбадоса разделяли многие недовольства и цели американских революционеров, но они не хотели воевать из-за них. Тем не менее, неоднократные конфликты между островным собранием и королевскими губернаторами привели к важным конституционным реформам, которые подтвердили контроль законодательного органа над большинством местных вопросов и его власть над исполнительной властью.
С 1800 по 1885 год Барбадос служил главным резиденцией правительства бывших британских колоний на Наветренных островах. В течение этого периода примерно 85 лет резидент- губернатор Барбадоса также был главой колонии Наветренных островов. После того, как правительство Барбадоса официально вышло из Союза Наветренных островов в 1885 году, резиденция была перенесена из Бриджтауна в Сент-Джорджес на соседнем острове Гренада, где она оставалась до тех пор, пока территория Наветренных островов не была распущена.
Вскоре после ухода Барбадоса с Наветренных островов Барбадос узнал, что Тобаго будет объединен с другой территорией в составе единого государства. В ответ Барбадос сделал официальное предложение британскому правительству, чтобы соседний остров Тобаго присоединился к Барбадосу в рамках политического союза. Однако британское правительство решило, что Тринидад будет более подходящим, и вместо этого Тобаго был превращен в район Тринидада.
Африканские рабы работали на плантациях, принадлежащих торговцам английского и шотландского происхождения. Именно эти купцы продолжали доминировать в политике Барбадоса даже после эмансипации из-за высоких ограничений дохода при голосовании. Только верхние 30 процентов имели право голоса в демократическом процессе. Лишь в 1930-х годах потомки освобожденных рабов начали движение за политические права, создав профсоюзы. Чарльз Дункан О’Нил, Кленнелл Уикхэм и члены Демократической лиги были одними из лидеров этого движения. Первоначально против этого выступил сэр Грантли Адамс, сыгравший важную роль в банкротстве и закрытии The Herald газеты, один из главных голосов движения. Позже Адамс основал Барбадосскую прогрессивную лигу (ныне Лейбористская партия Барбадоса) в 1938 году, во время Великой депрессии. Депрессия вызвала массовую безработицу и забастовки, и уровень жизни на острове резко упал. Со смертью О’Нила и упадком Лиги Адамс укрепил свою власть, но он использовал это, чтобы отстаивать дела, которые когда-то были его соперниками, включая большую помощь людям, особенно бедным.
Наконец, в 1942 году был понижен ценовой доход. За этим последовало введение всеобщего избирательного права для взрослых в 1951 году, и Адамс был избран премьер-министром Барбадоса в 1958 году. За свои действия и лидерство Адамс позже стал национальным героем.
С 1958 по 1962 год Барбадос был одним из десяти членов Вест-Индской федерации, организации, обреченной на провал по ряду факторов, включая то, что часто было мелкими националистическими предрассудками и ограниченной законодательной властью. Действительно, позиция Адамса как «премьер-министра» была неправильной, поскольку все члены Федерации по-прежнему были колониями Великобритании. Адамс, когда-то политический провидец, а теперь человек, чья политика казалась некоторым слепым к нуждам своей страны, не только твердо придерживался своего представления о защите монархии, но и предпринял дополнительные попытки сформировать другие федеративные образования после распада этого союза. Когда Федерация была ликвидирована, Барбадос вернулся к своему прежнему статусу самоуправляющейся колонии, но Адамс приложил усилия, чтобы сформировать другую федерацию, состоящую из Барбадоса, Подветренных и Наветренных островов.
Эррол Уолтон Бэрроу должен был заменить Грантли Адамса в качестве защитника популизма, и именно он в конечном итоге привел остров к независимости в 1966 году. Бэрроу, пылкий реформатор и когда-то член Барбадосской лейбористской партии, покинул партию, чтобы сформировать его собственная Демократическая рабочая партия, как либеральная альтернатива консервативному правительству BLP при Адамсе. Он остается национальным героем за свою работу по реформированию общества, включая учреждение бесплатного образования для всех барбадцев. В 1961 году Барроу сменил Адамса на посту премьер-министра, поскольку DLP взяла под свой контроль правительство.
Благодаря нескольким годам растущей автономии Барбадос во главе с Барроу смог успешно договориться о своей независимости на конституционной конференции с Соединенным Королевством в июне 1966 года. После многих лет мирного и демократического прогресса Барбадос наконец стал независимым государством и официально присоединился к Содружеству Наций 30 ноября 1966 года, Эррол Бэрроу был его первым премьер-министром.

## Предложения конфедераций и профсоюзов
В прошлом выдвигался ряд предложений по интеграции Барбадоса в соседние страны или даже в Канадскую Конфедерацию. На сегодняшний день все провалились, и одно предложение привело к смертельным беспорядкам в 1876 году когда губернатор Джон Поуп Хеннесси попытался оказать давление на барбадосских политиков с целью более твердой интеграции с Наветренными островами.. Губернатор Хеннесси был быстро переведен с Барбадоса британской короной. В 1884 году влиятельное сельскохозяйственное общество Барбадоса предприняло попытку создать политическую ассоциацию Барбадоса с Канадской конфедерацией. С 1958 по 1962 год Барбадос стал одним из десяти штатов Вест-Индской федерации. Наконец, в 1990-е годы лидерами Гайаны, Барбадоса и Тринидада и Тобаго был разработан план создания политической ассоциации между этими тремя правительствами. И снова эта сделка так и не была завершена после проигрыша сэра Ллойда Эрскина Сандифорда на всеобщих выборах в Барбадосе.